# Entrada de los Cruzados en Constantinopla

La Entrada de los Cruzados en Constantinopla (Entrée des Croisés à Constantinople) es una gran obra de Eugène Delacroix encargada por Luis Felipe I de Francia en 1838 y terminada en 1840. La obra está pintada al óleo sobre lienzo con unas medidas de 498cm x 410cm. El cuadro pertenece a la colección del Museo del Louvre en París.  
El cuadro de Delacroix representa un famoso episodio de la Cuarta Cruzada ocurrido el 12 de abril de 1204 en el que los cruzados, abandonando sus planes de invadir Egipto y Jerusalén, se decidieron por saquear la ciudad cristiana-ortodoxa de Constantinopla, capital del Imperio bizantino. La obra muestra al rey Balduino I a la cabeza de un desfile que atraviesa las calles de la ciudad tras el asalto. Alrededor de él los habitantes de la ciudad suplican clemencia.
La luminosidad de la obra y el uso del color debe mucho al estudio que Delacroix hizo de los viejos maestros tales como Paolo Veronese. El cuadro fue exhibido en el "Salón de París" de 1841 donde recibió críticas controvertidas. El periódico Le Constitutionnel lamentaba la confusión, la extraña composición, los aburridos colores terrosos y la falta de contornos definidos. Sin embargo Baudelaire elogió su "brava abstracción".